# Водно (Великотырновская область)
Водно (болг. Водно) — село в Болгарии. Находится в Великотырновской области, входит в общину Стражица. Население составляет 9 человек (2022).

## Политическая ситуация
Водно подчиняется непосредственно общине и не имеет своего кмета.
Кмет (мэр) общины Стражица — Стефан Рачков Стефанов (Национальное движение «Симеон Второй» (НДСВ)) по результатам выборов.